# شهرستان گارلند (آرکانزاس)
شهرستان گارلند، آرکانزاس (به انگلیسی: Garland County, Arkansas) شهرستانی در ایالات متحده آمریکا است که در آرکانزاس واقع شده‌است.

## خصوصیات
شهرستان گارلند ۱٬۹۰۳٫۶۵ کیلومترمربع مساحت دارد.